# Семёнов, Михаил Иванович (генерал)
Михаил Иванович Семёнов (1918—1986) — генерал-майор ВС СССР, начальник Саратовского высшего военного командно-инженерного училища ракетных войск в 1963—1966 годах.

## Биография
Уроженец села Гороховка Павловского уезда Воронежской губернии (ныне Верхнемамонский район Воронежской области). Окончил школу, позже поступил в артиллерийское училище. Участник Великой Отечественной войны, после войны продолжил службу в армии и окончил академию.
9 декабря 1963 года генерал-майор Семёнов был назначен приказом Министра обороны СССР начальником Саратовского высшего командно-инженерного Краснознамённого ордена Красной Звезды училища, также занимал пост начальника Саратовского гарнизона. При нём состоялся переход училища на пятилетний срок обучения по программам подготовки специалистов с высшим образованием (последний выпуск курсантов по трёхлетней программе состоялся в июле 1965 года). Самим начальником училища было создано Военно-научное общество курсантов в рамках дальнейшего развития училища, а 23 августа училище перешло в подчинение командующему ракетными войсками и артиллерией сухопутных войск. 7 января 1965 года Семёнов участвовал во встрече Юрия Гагарина с солдатами гарнизона.
В октябре 1966 года Семёнов покинул посты начальника Саратовского гарнизона и Саратовского училища, став начальником кафедры тактики и оперативного искусства Военной академии тыла и транспорта. Позже занимал пост начальника специального факультета стран народной демократии в той же академии до своей отставки. Проживал в Ленинграде.

## Награды
- Орден Красного Знамени (трижды)[2]
- Орден Красной Звезды[2]
- Орден Отечественной войны I степени (6 апреля 1985)[3]
- Медаль «За боевые заслуги»[2]
- Медаль «За победу над Германией в Великой Отечественной войне 1941—1945 гг.»[2]
- иные медали[2]